# 风声 (电影)
《风声》是由陈国富和高群书两位导演联合執导的中國谍战电影，根据麦家小说《风声》改编。本片在中国大陆上映时间为2009年9月30日，主演主要是华谊兄弟所属的艺人，主演有周迅、李冰冰、张涵予、黄晓明、蘇有朋、王志文、英達等演员，本片也是在中国的谍战热从电视带到电影的一次尝试。与小說原著相比，电影对人物身份和结局有了较大的修改。
本片使李冰冰及周迅共同入圍第46屆金馬獎最佳女主角，李冰冰榮獲金馬獎最佳女主角，蘇有朋憑藉本片中崑曲名伶白小年一角，獲得第30屆大眾電影百花獎最佳男配角獎。

## 剧情简介
抗日战争期间，日军扶植的汪精衛政府举办庆祝民國三十周年的盛大仪式，不料其间数名高官接连遇刺，引起日本方面高度重视。日军特务机关长武田（黃曉明饰）认为这一系列暗杀行动是地下抗日组织策划的，欲将其一网打尽。
伪军特务处处长王田香（王志文饰）对一名被捕的地下组织女成员（刘威葳饰）施用酷刑后，得知日军司令部内存在抗日组织的卧底“老鬼”。武田将计就计以假情报为诱饵，确认以下五人涉有重嫌：
- 华东剿匪司令部行政收发專員顾晓梦（周迅饰）
- 解碼專家譯電科科長李宁玉（李冰冰饰）
- 伪军剿匪大队长吴志国（張涵予饰）
- 司令副官白小年（蘇有朋饰）
- 軍機處處長金生火（英達饰）

武田随即将五人逮捕，軟禁在城郊的堡垒裘莊內。
為了查出卧底，武田先後對各人嚴刑拷打。五人為求自保，亦同時互相背叛出賣。無辜的白小年、金生火先後死於非命。最终顾晓梦被证实为“老鬼”并被枪杀。武田依据预定计划设伏欲抓捕地下抗日组织，不料却扑了空。三个月后，接连受挫的武田以待罪之身被召回国，在码头被吴志国刺杀。
抗战结束，李寧玉重遇吳志國，后者向她吐露真相，原来吳志國便是地下抗日组织领导人“老枪”，亦即“老鬼”顾晓梦的上司。两人表面上互相傾軋，實是为保住一人走出城堡，通知组织敌人有伏行动取消。最后顾晓梦牺牲自己，并让受尽拷打后的吳志國帶著重傷離開，使其得以在医院中将訊息传出，终于保住了抗日组织。

## 制作
- 导演：陈国富、高群书
- 编剧：陈国富
- 原著：麦家《风声》
- 监制：冯小刚
- 服装及造型：叶锦添

## 演员
主演
| 演員   | 角色   | 粤语配音（有线） | 粤语配音（TVB） |
| 周 迅  | 顾晓梦 |                  | 曾佩儀          |
| 李冰冰 | 李宁玉 | 姜嘉蕾           | 梁少霞          |
| 张涵予 | 吴志国 |                  | 葉振聲          |
| 黄晓明 | 武 田  | 楊耀泰           | 蘇強文          |

联合主演
| 演員     | 角色   | 粤语配音（有线） | 粤语配音（TVB） |
| 苏有朋   | 白小年 |                  | 曹啟謙          |
| 王志文   | 王田香 |                  | 潘文柏          |
| 英 达    | 金生火 |                  | 陳永信          |
| 香川耕二 | 大 佐  |                  |                 |

特别演出
| 演員   | 角色                       | 粤语配音（有线） | 粤语配音（TVB） |
| 刘威葳 | 女刺客（地下抵抗组织成员） |                  |                 |
| 段奕宏 | 叶剑波（汪伪官员）         |                  |                 |
| 吴 刚  | 六 爷                      |                  | 蕭徽勇          |
| 朱 旭  | 范老先生                   |                  |                 |
| 石兆琪 | 张司令                     |                  | 朱子聰          |

其它
| 演員   | 角色                           | 粤语配音（有线） | 粤语配音（TVB） |
| 倪大宏 | 清洁工老陆（地下抵抗组织成员） |                  |                 |
| 邓家佳 | 日本女侍者                     |                  |                 |
| 刘芸   | 护 士（地下抵抗组织成员）      |                  |                 |
| 张一白 |                                |                  |                 |
| 爱 戴  | 歌 女                          |                  |                 |
| 朱宏嘉 | 刘林宗（李宁玉男友）           |                  |                 |

## 上映/发行日期
| 国家/地区 | 上映/发行日期  |
| --------- | -------------- |
| 中国大陆  | 2009年9月29日  |
| 新加坡    | 2009年10月1日  |
| 香港      | 2009年10月16日 |
| 台湾      | 2009年10月23日 |
| 韩国      | 2013年5月30日  |

## 票房
中国大陆首周六天收获6800万人民币列第二位，次周取得9300万名列第一，并蝉联票房冠军两周，最终累计2.05亿。
台灣票房方面，最終獲得2058萬元新台幣。
| 上一届： 《建国大业》 | 2009年中国内地一周票房冠军 第41-43周 | 下一届： 《迈克尔·杰克逊：就是这样》 |

## 獲獎
| 頒獎典禮             | 獎項         | 名字           | 結果 |
| -------------------- | ------------ | -------------- | ---- |
| 第46屆金馬獎         | 最佳女主角   | 李冰冰         | 獲獎 |
| 第46屆金馬獎         | 最佳女主角   | 周迅           | 提名 |
| 第46屆金馬獎         | 最佳改編劇本 | 陳國富、張家魯 | 提名 |
| 第46屆金馬獎         | 最佳視覺效果 | 胡璇、肖洋     | 提名 |
| 第46屆金馬獎         | 最佳美術設計 | 肖海航、楊浩宇 | 提名 |
| 第46屆金馬獎         | 最佳造型設計 | 葉錦添         | 提名 |
| 第30屆大眾電影百花獎 | 最佳故事片   | 《風聲》       | 提名 |
| 第30屆大眾電影百花獎 | 最佳導演     | 陳國富、高群書 | 提名 |
| 第30屆大眾電影百花獎 | 最佳男主角   | 黃曉明         | 提名 |
| 第30屆大眾電影百花獎 | 最佳男配角   | 蘇有朋         | 獲獎 |

## 参与电影节
- 2009年《风声》釜山國際電影節闭幕影片。
- Chinese American Film Festival
- Dubai International Film Festival

## 原型
本片演员英达认为，顾晓梦是向着自己姑奶奶英茵致敬。